# 朝日新聞国際衛星版
朝日新聞国際衛星版（あさひしんぶん・こくさいえいせいばん）は、朝日新聞社が発行する朝日新聞（東京本社発行版）の紙面を全世界向けに発行する新聞である。

## 概要
- 1986年1月からヨーロッパ・アメリカ合衆国向けに創刊。1990年からアジア向けを創刊。
- 東京本社発行の紙面を、ベルギー・メヘレン、アメリカ・ニューヨーク、ロサンゼルス、シンガポール、香港の各地に通信衛星を使って提供する。
- 現地の地域情報（日本の地域版に当たる）を掲載し（「インタナショナル　スクエア」）、日本人のコミュニティ活動や日々の仕事・生活でも充分に役立てられている。
- 最終面は日本首都圏版の地上波テレビの番組表が掲載されている。

### ウェブ朝日新聞
- また、姉妹プロジェクトとして「ウェブ朝日新聞」を実施していた。これは国際衛星版を発行できない大韓民国、インド、オーストラリア、ニュージーランドの各国に向けて、インターネット（パソコン通信）上で紙面を購読することができるサービスである。紙面印刷可能だが、著作管理上ダウンロードは不可。
- 申し込みは当該4カ国のみの有料サービスで、外部リンク先の申し込みフォームから手続きをするもの。また希望者には試読（3日間）も可能だった（これも当該4カ国のみ受付）。
- また、過去1年間の朝日新聞、AERA、週刊朝日、知恵蔵などの記事を、文字情報だけだが記事検索を利用することが出来た。（別途希望者のみのオプション）
- 2007年6月30日で休止。
- その後、2011年5月18日より朝日新聞デジタル（有料電子版）が創刊された。